# Dębina (powiat tczewski)
Dębina – mała osada kociewska w Polsce położona w województwie pomorskim, w powiecie tczewskim, w gminie Pelplin nad Wierzycą.
W latach 1975–1998 miejscowość administracyjnie należała do województwa gdańskiego.
Inne miejscowości o nazwie Dębina: Dębina